# كوينتن د. ويلر
كوينتن د. ويلر (بالإنجليزية: Quentin D. Wheeler)‏ هو عالم حشرات أمريكي، ولد في 31 يناير 1954.